# Holtensen (Göttingen)
Holtensen ist ein Stadtbezirk im Nordwesten von Göttingen.
Er grenzt im Norden an die Gemeinde Bovenden, im Osten an den Stadtbezirk Weende und die Weststadt sowie im Westen an Elliehausen. Holtensen ist im Süden vom Göttinger Autobahnzubringer sowie im Norden und Westen von der Bundesautobahn 7 umgeben. Seitdem deren sechsstreifiger Ausbau begonnen hat, ist es nur noch aus Süden und Osten mit dem Auto zu erreichen, da die Landstraße nach Lenglern seitdem über den Autobahnzubringer geführt wird, um den Ortskern vom Durchgangsverkehr zu entlasten.

## Geschichte

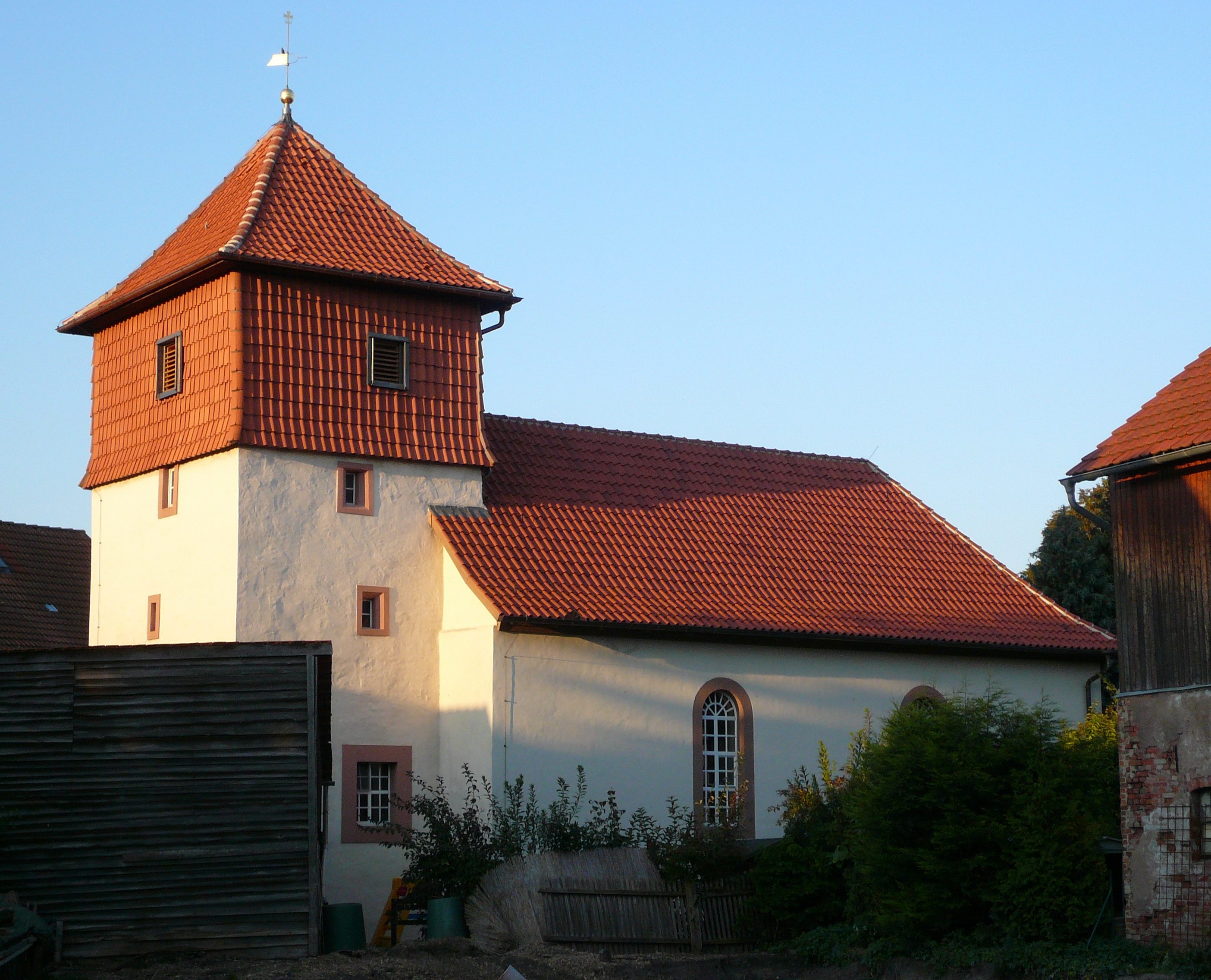
St. Margarethen in Holtensen

Der Ort wurde 1299 erstmals als „Holthusen“ erwähnt. Dies geschah in einer Urkunde, welche auf den 18. April des Jahres datiert ist und in der ein Göttinger Bürger namens Hildebrandus Longus ein ihm gehörendes Stück Land im nördlichen Teil der heutigen Neustadt in Göttingen, der damals genannten Levenowe, nach Hegensrecht gegen eine Zahlung einer jährlichen Rente von 3 Mark veräußert. Einer der Käufer war Helmoldo de Holthusen, dem, wie den anderen Erwerbern, die Auflage gemacht wurde, auf dem gekauften Land Häuser zu erbauen. Sollte ein Haus verkauft werden, besaß Hildebrandus das Vorverkaufsrecht. Im Mittelalter besaßen die Edelherren von Plesse in Holtensen Besitz als Allod, während für das 14. Jahrhundert nachgewiesen ist, dass die Stadt Göttingen Rechte an dem Ort besaß. Diese Rechte wurden im Kontrast zum Landesherren ausgeübt, da die Inhaber derselben hauptsächlich Bürger Göttingens waren und es somit unter Privatbesitz fiel. Spätestens ab dem 14. Jahrhundert geriet Holtensen, wie die umliegenden Dörfer, in kriegerische Auseinandersetzungen. So brannte Otto der Quade, im Rahmen seiner Fehde mit der Stadt Göttingen, am 2. Juni 1387 das Dorf und den Kirchhof von Holthusen nieder und ließ die Kirche sowie den Kirchturm niederwerfen. Die abgebrochenen Steine der Kirche verwandte Otto zum Ausbau seiner Befestigungen auf der Burg Grona. 1465 wurde Holtensen im Krieg mit Friedrich Turbulentus erneut niedergebrannt, das gleiche Schicksal ereilte den Ort auch während der Hildesheimer Bierfehde 1481 bis 1486 als der Hildesheimer Bischof Berthold III. mit Herzog Heinrich dem Älteren Holtensen verwüstete. Die Kirche wurde bis 1973 von Lenglern aus mitbetreut.
Das bis dahin selbständige Dorf wurde am 1. Januar 1973 eingemeindet. Es hatte Ende 2006 1659 Einwohner mit Hauptwohnsitz.

## Politik
Holtensen hat einen Ortsrat, der neun Mitglieder umfasst. Seit der Kommunalwahl 2021 ist dieser wie folgt besetzt:
| Ortsrat Holtensen 2021Insgesamt 9 Sitze - SPD: 6 - CDU: 3 |

## Wappen
Blasonierung: „Im weißen (silbernen) Schild auf grünem Boden ein rotes Fachwerkhaus, das rechts und links von je einer grünen, aus dem Boden wachsenden Eiche beseitet ist. Im grünen Boden eine liegende weiße (silberne) Spindel.“ Das Wappen lehnt sich an die Etymologie des Ortsnamens mit „Das Dorf im Holze“ an, während die Spindel das damalige, in Spinnstuben gepflegte Hausgewerbe darstellte. In Holtensen existierte eine jahrhundertelang betriebene Flachs- und Wollverarbeitung, in dem das Garn nicht nur gesponnen, sondern auch in den Häusern aufgestellten Webstühlen zu Leinetuch verarbeitet wurde. Zudem deutet die Spindel darauf hin, dass die überwiegende Mehrheit der Einwohner um die Mitte des 19. Jahrhunderts als Leineweber in der, an der Grone gelegenen, Göttinger Tuchfabrik Grätzel arbeiteten. Das Gebäude im Wappen deutet auf die wenigen (Holz-)Häuser in der nordwestlichen Leineniederung Göttingens hin, die von deren Bürgern, Hirten und Bediensteten bewohnt waren. Aus dieser Ansiedlung ging später das Dorf Holthusen hervor, dass diese Gegend bewaldet war, geht aus den beiden Eichen hervor. Das Ortswappen wurde 1949 vom Niedersächsischen Innenministerium genehmigt.